# Plaza de San Miguel (Zaragoza)
La plaza de San Miguel es un espacio público de la ciudad española de Zaragoza.

## Descripción

### La plaza medieval
La plaza debe el nombre a la iglesia de San Miguel de los Navarros, que en ella se encuentra. La advocación (siendo san Miguel el patrón medieval de Navarra) y el gentilicio se atribuyen a la participación pamplonesa durante la conquista de Zaragoza por el reino de Aragón, Sobrarbe, Ribagorza y Pamplona en 1118.  Era notablemente una parroquia extramuros, listada a veces como ermita.
La construcción de la muralla medieval de Zaragoza integró la iglesia y la plaza adjunta, que pasó a ser una de las parroquias medievales en las que se había organizado históricamente la ciudad. Se encontraba cerca de la Puerta Quemada, en el acceso a Zaragoza desde las riberas del río Huerva, y en el origen de la leyenda de la Campana de los Perdidos. Para el siglo XVIII San Miguel articulaba uno de los cuatro cuartos o distritos de la ciudad.

### SigloXIX
La ubicación ganó importancia en la década de 1850, cuando se planteó la reconstrucción de los puentes sobre el Huerva, que habían quedado arruinados por una riada en las décadas precedentes. La nueva versión del puente de San José enfilaba a la plaza como eje de entrada a la ciudad y su céntrica calle del Coso desde el camino del Bajo Aragón. Para ello se acometió el derribo de la casona de Joaquín Cortés, alias el negri. Esta fue decorada con una nueva puerta monumental dedicada a Espartero, gran referente de la burguesía liberal zaragozana que durante el Bienio Progresista (1854-1856) volvía a estar en el poder.
La puerta pronto tuvo sin embargo pronto problemas estructurales dada su apresurada construcción, además de los políticos asociados a la caída del progresismo en 1856, lo que llevo a cambiar el nombre de la puerta a San Miguel. Aparece descrita en la Guía de Zaragoza (1860) de Vicente Andrés con las siguientes palabras:

La plaza de san Miguel, en que está la iglesia de su nombre, y que luego dará ingreso á la ciudad por la elegante puerta del Duque, fabricada en Lóndres, es acreedora con preferencia á verdaderas y notables mejoras.
(Andrés, 1860, p. 498)

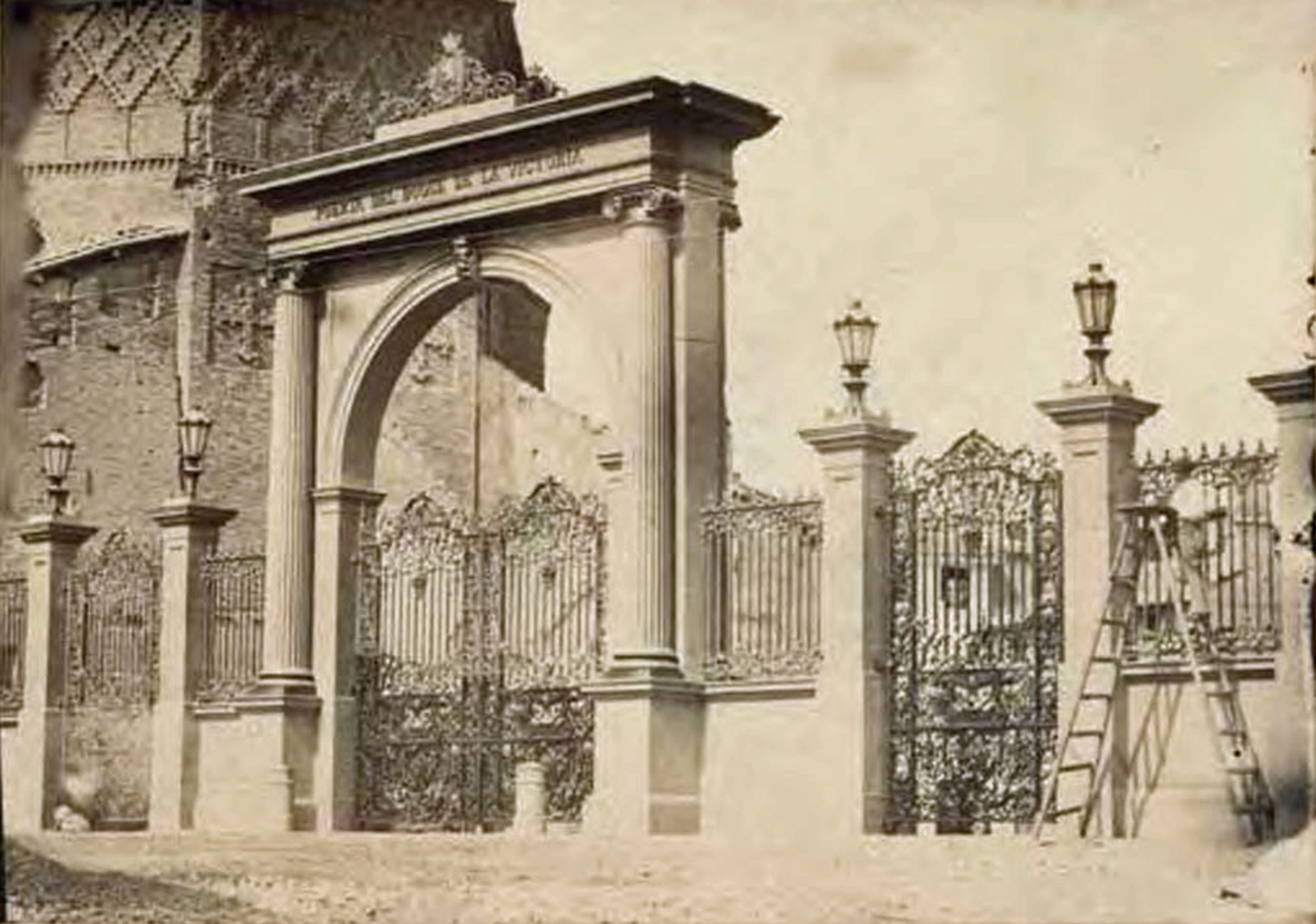
Puerta del Duque en 1861, por Mariano Júdez y Ortiz.

Los vaivenes políticos de los años siguientes devolvieron a la puerta el nombre de Puerta del Duque y llevaron a la construcción de la calle Espartero como entrada monumental a la ciudad desde la misma. Juan Bruil financió la reconstrucción de la puerta en 1861 mientras que el arquitecto Miguel Jeliner propuso en 1862 un parque ajardinado para la plaza adyacente, que finalmente el ayuntamiento no ejecutó. Sí se incorporó una fuente para los vecinos, mientras que con proyectos de Yarza se amplió el espacio de la plaza de San Miguel con nuevos derribos.
Finalmente la plaza de San Miguel se ajardinó en 1880. En 1885 la plaza incorporó la primera línea de tranvía de la ciudad, la Línea 1. Esta permitía la conexión de la Exposición Aragonesa de 1885 con la ciudad mediante ese eje monumental.

### SigloXX
Sin embargo, diversos proyectos municipales supusieron el derribo de la puerta y edificaciones históricas. La puerta del duque fue desmantelada en 1919 para ampliar el espacio para vehículos y en 1925 la fuente siguió su destino. Pese a ello, en 1931 la iglesia fue designada Monumento Nacional.
Pese a la degradación subsiguiente del entorno la plaza cuenta con varias catalogaciones patrimoniales. En 1985 la figura de Monumento Nacional fue sustituida por la Bien de Interés Cultural, con la iglesia incluyéndose en el conjunto histórico del Casco Viejo de Zaragoza, cuyo entorno de protección cubre toda la plaza. El catálogo municipal incluye adicionalmente como edificios de interés media docena de edificios residenciales que dan a la plaza. 

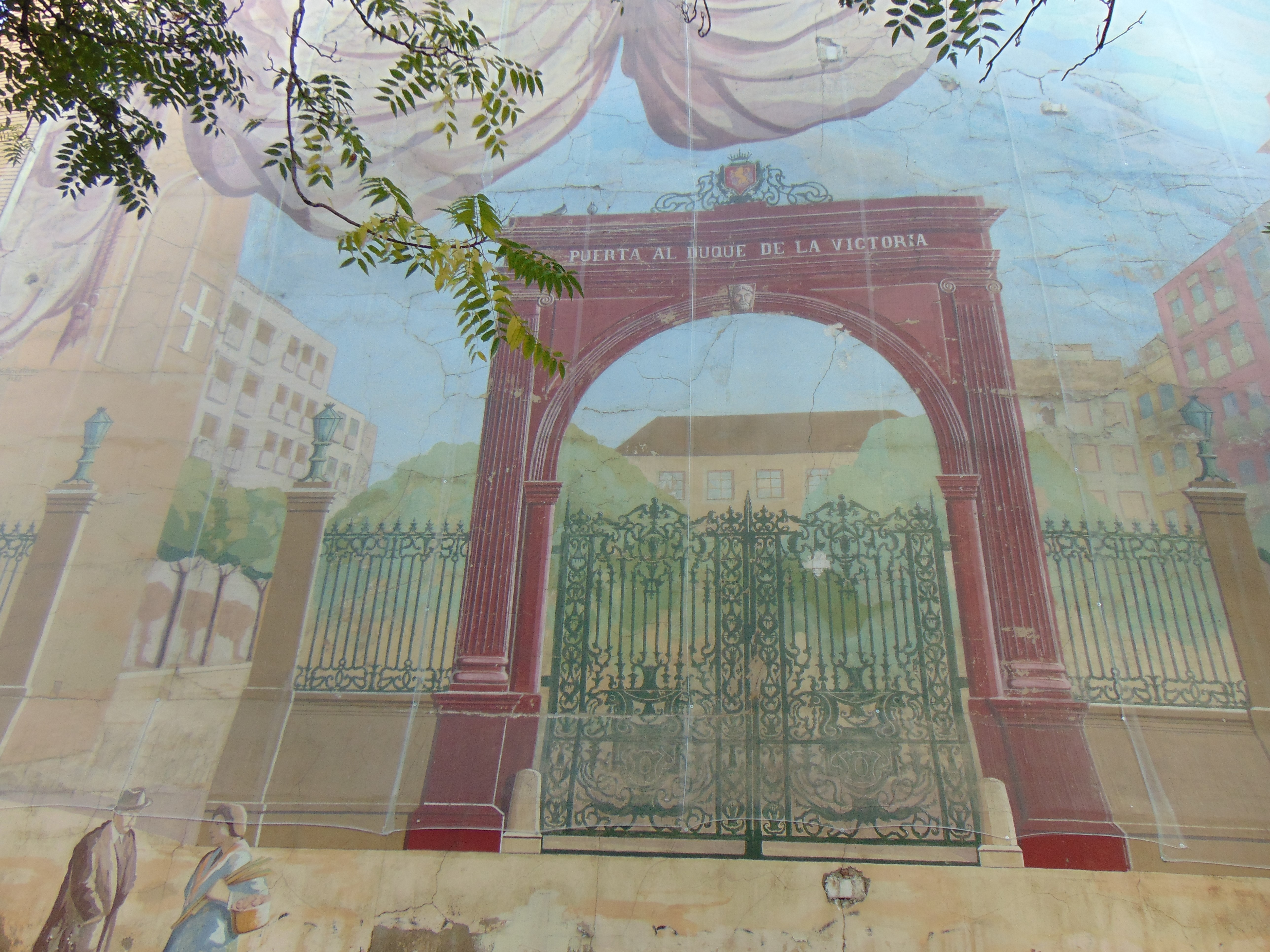
Mural de la puerta del Duque en la plaza de San Miguel.

Durante la rehabilitación de uno de estos en 1987 Forcellino pintó un mural de la desaparecida puerta del Duque como llamada de atención sobre el deber de conservación de nuestro patrimonio, un tema que entraba a colación tanto por la desaparición de la puerta como por la necesidad de mantener y cuidar el casco histórico de la ciudad